# Hinsdale (Nueva York)
Hinsdale es un pueblo ubicado en el condado de Cattaraugus en el estado estadounidense de Nueva York. En el año 2000 tenía una población de 2.270 habitantes y una densidad poblacional de 22.6 personas por km².

## Geografía
Hinsdale se encuentra ubicado en las coordenadas 42°10′1″N 78°23′16″O / 42.16694, -78.38778.

## Demografía
Según la Oficina del Censo en 2000 los ingresos medios por hogar en la localidad eran de $33,110, y los ingresos medios por familia eran $36,949. Los hombres tenían unos ingresos medios de $27,008 frente a los $20,645 para las mujeres. La renta per cápita para la localidad era de $14,985. Alrededor del 14.9% de la población estaban por debajo del umbral de pobreza.